# Estetski kanon
Kanon v likovni umetnosti in estetiki ali estetski kanon oziroma lepotni kanon je pravilo za razmerja, da bi ustvarili skladno oblikovano podobo.
Poliklejt je napisal traktat Kanon o razmerjih človeškega telesa. Skladno grajeno atletsko telo ter pravilne, plemenite, bolj ali manj idealizirane poteze obraza so lepotni kanon (pravilo, načelo, norma), ki je skupen za vse lepotne ideale, od efebske, tj. nežne mladeniške lepote, do herojske lepote zrele moškosti (Tine Germ, Moška lepota, ki so jo častili stari Grki, znova pridobiva veljavo, Nedelo, 31. avgusta 2003). 

## Razvoj
Norma neke dobe o tem, kaj je ali ni lepo, je lepotni kanon. Norme se spreminjajo, kar je v eni dobi lepo, morda v drugi ni. Odvisne so od mode in razvoja načinov lepšanja, kot sta frizerstvo in ličenje.
Po francoskem starem redu (Ancien Régime) je lepotni kanon zahteval, da ima ženska čim bolj belo kožo. To so dosegli z barvo in pudrom, kar je bilo lahko nevarno za zdravje, pa tudi s ponarejenimi znamenji iz črnega muslina ('mouches'), ki so jih nalepili na obraz ali prsni koš. Danes pa se častijo bolj zdrava barva kože, športnost, hoja in podobno.
Po mnenju antropologa Alfreda-Louisa Kroeberja se ženska silhueta redno vrti od ene od treh osnovnih oblik – kot krinolina, vreča, zvon. 

## Razmerja v umetnosti
Sandro Botticelli je za svojo sliko Rojstvo Venere dejal, da mora biti razdalja med prsno bradavico in popkom, med nogama in popkom ter dimljami enaka, da bi bila slika (po njegovem mnenju) v idealnem razmerju. Drugi taki sistemi idealnih razmerij v slikarstvu in kiparstvu so Poliklejtov kanon in Vitruvijevi moduli, najbolj znan pri Vitruvijevem človeku.
Drugi takšni sistemi 'idealnih proporcev' v slikarstvu in kiparstvu vključujejo Vitruvijevega človeka Leonarda da Vincija, ki temelji na zapisu telesnih proporcev, ki ga je naredil arhitekt Vitruvius, v tretji knjigi svoje serije De arhitektura. Namesto da bi postavil kanon idealnih telesnih proporcev, ki bi jih drugi sledili, je Vitruvij skušal ugotoviti razmerja, ki obstajajo v resnici.

## Stari Egipt
Danski egiptolog Erik Iverson je določil kanon proporcij v klasičnem egiptovskem slikarstvu. To delo je temeljilo na še vedno zaznavnih mrežah na nagrobnih poslikavah: ugotovil je, da je mreža visoka 18 celic, pri čemer je osnovna črta na podplatih in vrh mreže poravnana z linijo las, in popek v enajsti vrstici. Ivarson je poskušal najti mrežo fiksne (in ne relativne) velikosti, vendar so kasnejši analitiki ta vidik njegovega dela zavrnili. Te 'celice' so bile določene glede na velikost pesti preiskovancev, merjeno čez zglobe. Ta delež je že določila Narmerjeva paleta iz približno 31. stoletja pred našim štetjem in je ostal v uporabi vsaj do osvajanja Aleksandra Velikega približno 3000 let kasneje.
Egipčanski kanon za slikanje je dolga stoletja določal, da morajo biti glave prikazane v profilu, da so ramena in prsi prikazani frontalno, da so boki in noge spet v profilu in da morajo moške figure imeti eno nogo naprej, ženske figure pa noge skupaj.

## Klasična Grčija

### Poliklejtov kanon
V klasični Grčiji je kipar Poliklejt (5. st. pr. n. št.) ustanovil Poliklejtov kanon. Čeprav je njegova teoretična razprava izgubljena v zgodovini, je citiran, ko pravi: »Popolnost ... pride malo po malo (para mikron) skozi številne figure«. S tem je mislil, da mora biti kip sestavljen iz jasno določljivih delov, ki so med seboj povezani s sistemom idealnih matematičnih proporcev in ravnotežja. Čeprav je kanon verjetno predstavljal njegov Kopjenosec (Doriforos, grško Δορυφόρος), prvotni bronast kip ni ohranjen, obstajajo pa kasnejše marmorne kopije.
Kljub številnim napredkom sodobnih učenjakov k jasnejšemu razumevanju teoretične osnove Poliklejtovega kanona rezultati teh študij kažejo na odsotnost splošnega soglasja glede praktične uporabe tega kanona v umetniških delih. Ugotovitev Rhysa Carpenterja na to temo ostaja veljavna: »Kljub temu pa se moramo uvrstiti med zanimivosti naše arheološke štipendije, da še nikomur ni uspelo izluščiti recepta napisanega kanona iz njegovega vidnega utelešenja in sestavljanja sorazmernih števil, za katere vemo, da jih vključuje.«}

### Lizipov kanon
Kipar Lizip (4. st. pr. n. št.) je razvil bolj gracilen slog. Plinij starejši je v svoji Historia Naturalis zapisal, da je Lizip v umetnost uvedel nov kanon: capita minora faciendo quam antiqui, corpora graciliora siccioraque, per qum proceritassignorum major videretur, kar pomeni kanon telesnih razsežnosti, ki se bistveno razlikuje od Poliklejtovega. Lizip je zaslužen za to, da je vzpostavil proporcionalni kanon osem glav visoko.